# Hanna Wagenius
Hanna Birgitta Kristina Wagenius, född 2 november 1988 i Flon i Tännäs församling i Jämtlands län, är en svensk jurist och politiker som var förbundsordförande för Centerpartiets Ungdomsförbund (CUF) från den 5 juni 2011 fram till och med den 26 juni 2015. Sedan oktober 2018 är hon kommunfullmäktiges ordförande i Östersunds kommun. Hon var riksdagsledamot (tjänstgörande ersättare) 4 april – 6 maj 2022 för Jämtlands läns valkrets.

## Biografi
Wagenius har avlagt juristexamen (LL.M.) vid Uppsala universitet. Hon har även läst Timbros spetsutbildning Stureakademin.
Wagenius har uppmärksammats bland annat för sitt arbete med att avskaffa sexköpslagen och sitt stöd för polyamorisk polygami. Under tiden som förbundsordförande för Centerpartiets Ungdomsförbund kritiserades hon och förbundet för att vilja kartlägga meningsmotståndare genom en uppmaning att fotografera och publicera bilder på demonstrationståg vid 1:a maj. Wagenius polisanmäldes för tilltaget.
Till riksdagsvalet 2010 kandiderade hon på fjärde plats från Jämtlands läns valkrets. Hon kandiderade även 2014 till riksdagen, i Jämtlands läns valkrets och Uppsala läns valkrets, samt till Europaparlamentet.
Wagenius kandiderade 2014 till Europaparlamentet och stod på fjärde plats på Centerpartiets vallista. Hennes slogan löd "integritet, subsidiaritet och fri rörlighet" och hon avsåg att arbeta för att skydda individens integritet genom att förhindra staten att massövervaka sina medborgare som till exempel FRA och IPRED möjliggör, att decentralisera EU:s makt över detaljfrågor samt förenkla den fria rörligheten både inom och till EU genom att riva gränserna. 
Wagenius satt även med i redaktionen för tidningen Svensk Linje som ges ut av Fria Moderata Studentförbundet.
Wagenius kandiderade i riksdagsvalet 2018 och blev ersättare. Hon var tjänstgörande ersättare i riksdagen för Per Åsling under perioden 4 april – 6 maj 2022. I riksdagen var hon extra suppleant i skatteutskottet.